# Hull City AFC
Hull City AFC är en engelsk professionell fotbollsklubb i Kingston upon Hull, grundad 1904. Hemmamatcherna spelas på KC Stadium. Smeknamnet är The Tigers ("Tigrarna") efter färgerna på matchtröjorna. Klubben spelar sedan säsongen 2021/2022 i Championship.

## Historia

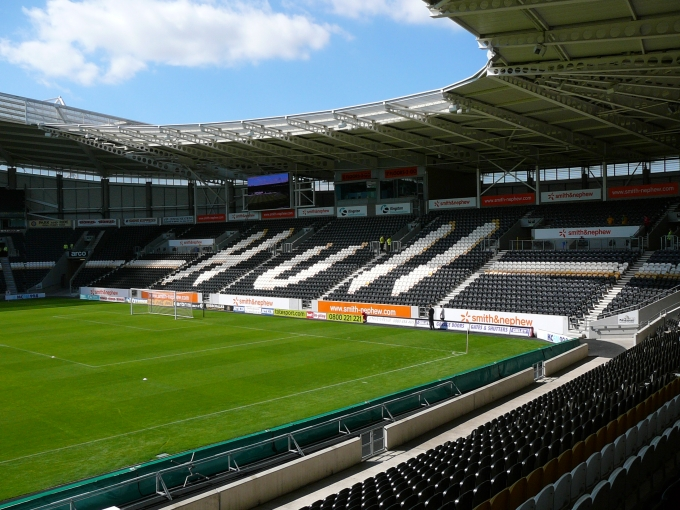
KCOM Stadium.

Hull City AFC grundades 1904 och började då spela vänskapsmatcher på The Boulevard (hemmaarena för Hulls rugbyklubb) och Anlaby Road Cricket Ground. Notts County stod för motståndet i klubbens första match, som slutade 2-2. Efter ett år av sporadiska matcher och klubbens första deltagande i FA-cupen valdes klubben in i The Football League. Man fick börja i dåvarande Division 2 och deltog alltså för första gången i seriespel säsongen 1905/06. Den första seriematchen spelades mot Barnsley på Anlaby Road, där The Tigers (ett smeknamn man fått efter sina klubbfärger, svart/orange) vann med 4-1. Man slutade sin första säsong på en femteplats och höll till i toppen av tabellen fram till första världskriget.
1909/10 års upplaga av serien var länge det närmsta man kommit den absoluta toppfotbollen. Hull City slutade då som trea i serien och missade uppflyttning till högstadivisionen efter att ha förlorat mot Oldham Athletic med 3-0 i säsongens sista match. Oldham slutade tvåa och såg därmed till att Hull City bittert nog fick stanna i Division 2. Inte nog med att man missade uppflyttningen, man gjorde det på ett av de hårdaste sätt man kan tänka sig. Det skilde inte mer 0,29 mål per match i snitt upp till Oldham, en av de minsta marginalerna någonsin gällande uppflyttning.
I januari 1914 värvade man en spelare vid namn David Mercer. Mercer gjorde sin debut för klubben tre månader senare, som sedan följdes upp av inte mindre än 218 matcher i följd. Noterbart är även att 142 av dessa var under krigstiden, något som inte gör bedriften mindre beundransvärd. Inte undra på att han kallades "Magical Mercer".
Under 1920-talet hamnade klubben i ekonomiska problem, vilket fick till följd att man var tvungen att sälja sina bästa spelare. Trots det faktum att spelare tvingades lämna klubben i en rasande fart, lyckades man behålla en spelare vid namn George "Geordie" Maddison. Han visade klubben stor lojalitet och stannade i Hull City under inte mindre än 14 säsonger.
1929/30 var en säsong med väldigt blandade turer. Man gjorde sin bästa insats i FA-cupen dittills när man slog Blackburn Rovers och Plymouth Argyle, som då ledde andra respektive tredje divisionen. Man fortsatte bana väg med att slå både Newcastle United och Manchester City, två klubbar från förstadivisionen. Man var framme i semifinal, där man ställdes mot Arsenal. 2-2 slutade matchen efter att Hull City haft ledningen med 2-0. I omspelet gjorde The Gunners matchens enda mål. Hull City var ute ur cupen trots en strålande insats. Det sägs att en olycka sällan kommer ensam. Tyvärr stämde det denna säsong för Hull City. Inte nog med att man trots allt var litet besviken över att inte ha nått final i FA-cupen, man hamnade även i stora problem i serien på grund av det täta spelprogrammet och skador. Man hade inte mindre än nio matcher på 28 dagar. Detta ledde till att Hull City slutade näst sist i tvåan med endast Notts County efter sig. Efter diverse strul, där målskillnad återigen spelade Hull City ett elakt spratt, stod det klart att klubben fick lämna Division 2. Efter att ha haft som mål att gå upp till ettan under en längre tid fick man alltså lämna divisionen i fel ände.
Klubben vann Division 3 Norra säsongen 1932/33 och tog sig alltså tillbaka till Division 2 efter tre säsonger i trean. Bill McNaughton satte rekord i klubben med 41 mål under säsongen. Man satte även klubbrekord denna säsong i kategorin "största seger i FA-cupen" när man slog Stalybridge Celtic med 8-2 i första omgången. Man åkte dessvärre ur tvåan ganska omgående, 1935/36, efter att ha tvingats använda hela 32 spelare på grund av skador. Man blev kvar i trean fram till andra världskrigets slut.
1948/49 var en mycket bra säsong när man smärtfritt gick genom serien och samtidigt satte en del rekord på vägen. Under Raich Carters ledning vann man till exempel de nio första matcherna, vilket då var rekord för divisionen. Man satte också divisionsrekord i antal åskådare när man tog emot Rotherham United på juldagen. 49 655 betalande trängde ihop sig, ett rekord som fortfarande står sig. Man tog sig även långt i FA-cupen, där man i femte omgången lottades mot Manchester United. Mötet lockade inte mindre än 55 019 åskådare till Boothferry Park. Man U vann matchen med 1-0, men åskådarantalet kommer för alltid stå fast som rekord på Boothferry Park.
Historien upprepades åtskilliga gånger och hissen mellan Division 2 och 3 fortsatte skicka upp och ned Hull City, men publiken bjöds trots det på godbitar. Klubben hittade bland annat två anfallare i Chris "Chillo" Chilton och Ken "Waggy" Wagstaff, ett anfallspar som formligen öste in mål och som kom att bli legendariska i klubben.
Man tog sig till kvartsfinal i FA-cupen 1965/66, där man bjöds på ett möte med Chelsea. I bortamötet i London lyckades man spela 2-2, men förlorade omspelet med 1-3. Detta andra möte lockade 45 328 åskådare.
Man lyckades aldrig riktigt fullt ut i seriespelet och hade säsongen 1970/71 som topp, då man slutade femma i Division 2.
1988/89 gick Hull City till kvartsfinal i FA-cupen. Motståndaren hette Liverpool och hade spelare som John Barnes och Ian Rush i laguppställningen. Hull City höll på att överraska hela fotbollsengland när man gick till paus med en 2-1-ledning. Liverpool lyckades dock vända och vinna med 3-2. Det kändes rätt typiskt för den tiden.
Det skulle dröja fram till 2000-talet innan man på allvar blev en klubb att räkna med. Denna nya era fick sin start när man investerade stora pengar, 43 500 000 pund, i att bygga en ny arena, KC Stadium. Under säsongen 2003/04 hade man hittat en stabilitet som tidigare saknades och hade fått ett ordentligt uppsving i ekonomin. Samtidigt hade man skaffat Peter Taylor (före detta förbundskapten) vid rodret. Allt detta tillsammans med nya spelare gjorde att Hull City lyckades ta sig ur Division 3 (nivå 4) relativt smärtfritt. Glädjen över uppflyttningen gick inte att ta miste på. Det var många, både spelare och fans, som tänkte "aldrig mer ned i träsket". Många visste att klubben hade ett bra lag, med nya intressanta spelare, däribland hemvändande Nick Barmby. Trots att det såg väldigt bra ut på samtliga plan var de flesta nog överens om att man skulle vara nöjd om man genomförde säsongen i Division 2 (nivå 3) på ett, med egna mått mätt, bra sätt.
Det blev bättre än så. Laget visade upp en helt ny klass och det är nästan orättvist att framhäva några särskilda spelare i det lag som 2004/05 slutade som tvåa i League One (nivå 3) och därmed tog sig upp i The Championship (nivå 2).

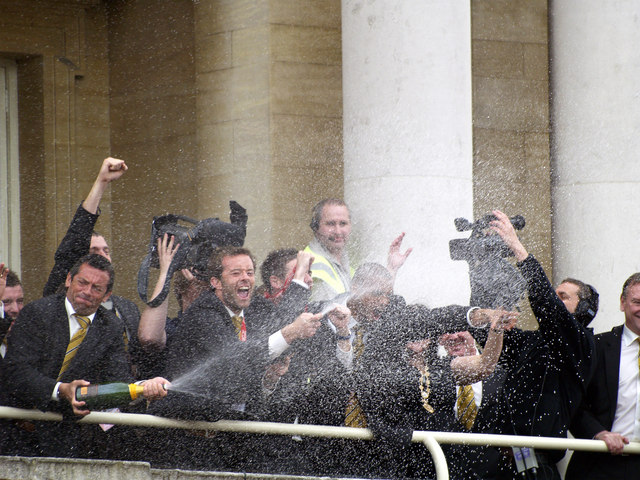
Tränaren och spelare firar uppflyttningen till Premier League i maj 2008.

De två första säsongerna i näst högsta divisionen var klubben ett bottenlag, men 2007/08 kom man trea och fick spela playoff om en plats i Premier League. Man slog Watford med 6-1 sammanlagt i semifinalen och mötte Bristol City i finalen den 24 maj 2008 på Wembley. Hull City vann med 1-0 och målet gjordes av Hull-sonen Dean Windass. Klättringen från fjärde högsta nivån till Premier League på bara fem säsonger var den tredje snabbaste genom tiderna.
Klubben vann sin första match i högstaligan någonsin, 2-1 mot Fulham, och förlorade bara en av de första nio matcherna, däribland bortasegrar mot Arsenal och Tottenham Hotspur. Vid den tidpunkten var man i delad ligaledning efter poäng (trea efter målskillnad), men under resten av säsongen vann man bara två matcher. Man klarade dock nytt kontrakt i Premier League med nöd och näppe.
Under nästa säsong var man inte lika lyckosam, utan man kom näst sist och åkte ur. 2010/11 var man ett mittenlag i The Championship, men satte ett nytt klubbrekord med 17 raka bortamatcher utan förlust.
Säsongen 2012/13 lyckades klubben ta sig tillbaka till Premier League efter att ha kommit tvåa i The Championship. Året efter kom man på 16:e plats i Premier League, men man gick för första gången i klubbens historia till final i FA-cupen. Där blev det dock förlust mot Arsenal med 3-2 efter förlängning, trots att man ledde med 2-0 redan efter åtta minuter. Eftersom Arsenal samma säsong kvalificerade sig för spel i Champions League fick Hull City en plats i Europa League 2014/15. Det innebar klubbens första spel i Europa någonsin. Klubben gick in i tredje kvalomgången och slog ut slovakiska FK AS Trenčín med 2-1 sammanlagt, men i nästa omgång åkte man ut mot belgiska KSC Lokeren med 2-2 sammanlagt (Lokeren gjorde fler bortamål). Samma säsong åkte man ur Premier League. 
2015/2016 slutade Hull City fyra i Championship och vann uppflyttning via kval, men säsongen därpå åkte man återigen ur Premier League på 18:e plats.
Klubben spenderade sedan tre år i Championship innan man hamnade på en sista plats i ligan säsongen 2019/2020 och föll ner i League One. Man besvarade dock detta fall genom att säsongen 2020/2021 vinna League One och bli direkt uppflyttad till Championship igen.

## Spelare
För lista över spelare, se Kategori:Spelare i Hull City AFC

### Spelartrupp
| 1  | Kroatien | Ivor Pandur     | 25 mars 2000 | Fortuna Sittard (-24)  |
| 12 | England  | Dillon Phillips | 11 juni 1995 | Rotherham United (-25) |

| 2  | England | Lewie Coyle      | 15 oktober 1995  | Fleetwood Town (-20)         |
| 3  | England | Ryan Giles       | 26 januari 2000  | Luton Town (-24)             |
| 4  | England | Charlie Hughes   | 16 oktober 2003  | Wigan Athletic (-24)         |
| 6  | Nigeria | Semi Ajayi       | 9 november 1993  | West Bromwich Albion (-25)   |
| 15 | Irland  | John Egan        | 20 oktober 1992  | Burnley (-25)                |
| 18 | England | Cody Drameh      | 8 december 2001  | Leeds United (-24)           |
| 23 | England | Akin Famewo      | 9 november 1998  | Sheffield Wednesday (-25)    |
| 29 | Irland  | James Furlong    | 7 juni 2002      | Brighton & Hove Albion (-23) |
| -  | England | Brandon Williams | 3 september 2000 | Manchester United (-25)      |

| 5  | England  | John Lundstram | 18 februari 1994  | Trabzonspor (-25)      |
| 8  | Belgien  | Eliot Matazo   | 15 februari 2002  | Monaco (-25)           |
| 14 | Irland   | Harry Vaughan  | 6 april 2004      | Oldham Athletic (-23)  |
| 20 | Colombia | Gustavo Puerta | 23 juli 2003      | Bayer Leverkusen (-25) |
| 25 | England  | Matt Crooks    | 20 januari 1994   | Real Salt Lake (-25)   |
| 27 | England  | Regan Slater   | 11 september 1999 | Sheffield United (-22) |
| 45 | Jamaica  | Kasey Palmer   | 9 november 1996   | Coventry City (-24)    |
| '  | Marocko  | Reda Laalaoui  | 11 maj 2005       | FUS Rabat (-25)        |

| 7  | Kanada    | Liam Millar      | 27 september 1999 | Basel (-24)           |
| 9  | Skottland | Oli McBurnie     | 4 juni 1996       | Las Palmas (-25)      |
| 10 | Algeriet  | Mohamed Belloumi | 1 juni 2002       | Farense (-24)         |
| 17 | England   | Abu Kamara       | 21 juli 2003      | Norwich City (-24)    |
| 19 | England   | Joel Ndala       | 31 maj 2006       | Manchester City (-25) |
| 21 | England   | Joe Gelhardt     | 4 maj 2002        | Leeds United (-25)    |
| 22 | Skottland | Kyle Joseph      | 10 september 2001 | Blackpool (-25)       |
| 39 | Turkiet   | Enis Destan      | 15 juni 2002      | Trabzonspor (-25)     |
| '  | Nigeria   | David Akintola   | 13 januari 1996   | Çaykur Rizespor (-25) |

### Utlånade spelare
| Nr | Land      | Pos | Namn                                                       |
| -- | --------- | --- | ---------------------------------------------------------- |
| 32 | Frankrike | MV  | Thimothée Lo-Tutala (i Doncaster Rovers till 30 juni 2026) |
| 34 | England   | MV  | Harvey Cartwright (i Hartlepool United till 30 juni 2026)  |
| –  | England   | A   | Mason Burstow (i Bolton Wanderers till 30 juni 2026)       |

| Nr | Land    | Pos | Namn                                              |
| -- | ------- | --- | ------------------------------------------------- |
| –  | England | F   | Matty Jacob (i Reading till 30 juni 2026)         |
| –  | Turkiet | MF  | Abdülkadir Ömür (i Antalyaspor till 30 juni 2026) |

### Årets spelare
| År      | Vinnare            |
| ------- | ------------------ |
| 1999–00 | Mark Greaves       |
| 2000–01 | Ian Goodison       |
| 2001–02 | Gary Alexander     |
| 2002–03 | Stuart Elliott     |
| 2003–04 | Damien Delaney     |
| 2004–05 | Stuart Elliott     |
| 2005–06 | Boaz Myhill        |
| 2006–07 | Andy Dawson        |
| 2007–08 | Michael Turner     |
| 2008–09 | Michael Turner     |
| 2009–10 | Stephen Hunt       |
| 2010–11 | Anthony Gerrard    |
| 2011–12 | Robert Koren       |
| 2012–13 | Ahmed Elmohamady   |
| 2013–14 | Curtis Davies      |
| 2014–15 | Michael Dawson     |
| 2015–16 | Abel Hernández     |
| 2016–17 | Sam Clucas         |
| 2017–18 | Jarrod Bowen       |
| 2018–19 | Jarrod Bowen       |
| 2019–20 | Ingen tilldelad    |
| 2020–21 | George Honeyman    |
| 2021–22 | Keane Lewis-Potter |

## Meriter

### Liga
- The Championship eller motsvarande (nivå 2): Tvåa och uppflyttad 2012/13; Playoff-vinnare 2007/08
- League One eller motsvarande (nivå 3): Mästare 1932/33 (North), 1948/49 (North), 1965/66, 2020/21; Tvåa och uppflyttad 1958/59, 2004/05; Trea och uppflyttad 1984/85
- League Two eller motsvarande (nivå 4): Tvåa och uppflyttad 1982/83, 2003/04

### Cup
- FA-cupen: Finalist 2013/14; Semifinalist 1929/30
- Ligacupen: Kvartsfinalist 2015/16
- Football League Trophy: Finalist 1983/84
- Watney Cup: Finalist 1973